# Virgílio de Lemos
Virgílio de Lemos (Lourenço-Marques, 29 novembre 1929 - Pornic, 6 décembre 2013) est un journaliste et poète mozambicain d'expression portugaise et française.
Il a aussi publié sous les pseudonymes Bruno dos Reis, Duarte Galvão et Lee-Li Yang.

## Biographie
Virgílio Diogo de Lemos naît à Lourenço-Marques (ancien nom de Maputo) le 29 novembre 1929.
Lemos épouse l'artiste mozambicaine Bertina Lopes, avec qui il a des jumeaux en 1955,.
Au début des années 1950, pour la première fois, un groupe d'auteurs tente de créer un magazine de poésie ayant un point de vue nationaliste et dans le but de prendre le pouls d'une nouvelle ère : Msaho. Le premier numéro publié en 1952 propose des textes de Alberto de Lacerda, Domingos de Azevedo, Duarte Galvão (hétéronyme de Virgílio de Lemos), Noémia de Sousa, Ruy Guerra, Augusto dos Santos Abranches, Cordeiro de Brito et Reinaldo Ferreira (pt), tous d'un « standing indiscutable ». Mais la revue n'a pas marché, faillant à trouver une poésie avec des caractéristiques profondément mozambicaines, au grand dam de Lemos, très impliqué dans la cause.
Quand le Mozambique est encore une colonie portugaise, Lemos publie un poème anticolonialiste, Poemas do Tempo presente (1960) sous l'hétéronyme Duarte Galvão, ce qui lui vaut un procès pour profanation du drapeau portugais en 1954. Il est, avec Noémia de Sousa, l'un des quelques écrivains dévoués à la cause de l'Afrique noire, et il rejoint dans la foulée la résistance mozambicaine jusqu'en 1961, pour être arrêté par la PIDE, la police politique du régime de l'Estado Novo pour « subversion » et collaboration avec des groupes clandestins qui se sont battus pour l'indépendance du Mozambique,. Emprisonné pendant quatorze mois entre 1961 et 1962, Lemos fait partie des écrivains qui « ont jeté les bases de la littérature moderne du Mozambique », en utilisant la poésie « comme une arme contre l'ordre colonial ». Poursuivi par le Régime de Salazar, il s'exile en France en 1963, où il reste jusqu'à la fin de sa vie.
Virgílio de Lemos meurt à Pornic le 6 décembre 2013.

## Œuvre

### Analyse de son œuvre
La géographie du Mozambique et en particulier la côte indienne, est essentielle dans l'œuvre poétique de Lemos. Dans le recueil de poèmes Ilha de Moçambique – a lingua é o exilio em que sonhas (Île de Mozambique – la langue est l’exil auquel tu rêves, 1952-1961), il véhicule un imaginaire de l’exil « où les parcours érotiques, oniriques et linguistiques réinventent l’île comme lieu de paix et de désir », conférant à l’île un statut de mythe « ilha que dorme na utopia prodigo mito da poesia » (« île qui sommeille dans l’utopie, mythe prodigue de la poésie »).
Très engagé dans la cause Noire en Afrique, il s'inscrit dans le mouvement littéraire de la négritude avec des poèmes tels que Cantemos con os poetas de Haiti :
« Uma canção negra que não se perca

Cantemos em unissono, porque la ou aqui,

Os segredos iguais, fundos de angustia,

e os poemas verticais, também de despero »
— Virgílio de Lemos, Poemas do tempo presente (1960)

« Une chanson noire jamais ne doit être perdue
chantons à l'unison, parce qu'ici ou là
tous les secrets sont les mêmes, pleins d'une profonde angoisse,
tous les problèmes sont verticaux, pleins de désespoir. »
Virgílio de Lemos est un auteur considéré comme peu étudié et sous-estimé eu regard à « son originalité singulière et à sa qualité littéraire supérieure ». Son style puise davantage dans la souffrance vécue que dans le travail esthétique des vers, qui sont plus proches de la chanson populaire — « vertu rare chez les Africains qui se laissent beaucoup plus porter par la pulsion du moment que par la réflexion ».

### Publications
- (pt) Lágrimas da juventude [onde estás geração nova?], 1954
- (pt) A fantasia da vogal preta; estudo de psicologia e filologia. Réplica a uma teoria do sr. Medeiros e Albuquerque, 1957
- (pt) Poemas do Tempo presente, 1960
- (pt) A Juventude e o Império, 1961
- (pt) Aspectos do Adjectivo nos Contos de Fialho de Almeida, 1964
- (pt) O estágio dos liceus, 1966
- (pt) Aspectos de uma situação política difícil (comme Duarte Galvão), 1977
- (pt) Eroticus Moçambicanus, 1988
- (fr) Objet à trouver, 1988Le recueil est composé de deux cycles insulaires : celui d'Ibo (son île natale) et celui de Noirmoutier (en France), réunis à 25 ans d'intervalle, le premier en portugais et le second en français[13].
- (fr) L'Obscène pensée d'Alice, 1990
- (fr) L'Aveugle et l'absurde, 1990
- (pt) Ilha de Moçambique: A Ilha é o exílio do que sonhas, 1999
- (pt) Negra azul : retratos antigos de Lourenço Marques de um poeta barroco, 1944-1963 (comme Duarte Galvão), 1999
- (pt) Lisboa, oculto amor, 2000
- (pt) Para fazer um mar (comme Duarte Galvão), 2001
- (pt) Jogos de prazer, 2009
- (fr) L'Afrique lusophone postcoloniale : Changements et perspectives (avec Joao Carlos Vitorino Pereira, Jean-Yves Loude et Anne-Marie Pascal), 2012
- (pt) A dimensão do desejo (avec des poèmes de Reinaldo Ferreira (pt)), 2012

Ses poèmes ont aussi été publiés dans Pornic, photographies (2014), de Fabienne Alliou-Lucas.